# Luke Thomas (football, 2001)
Pour les articles homonymes, voir Luke Thomas.
Luke Thomas, né le 10 juin 2001 à Syston en Angleterre, est un footballeur anglais qui évolue au poste d'arrière gauche à Leicester City.

## Biographie

### En club
Né à Syston en Angleterre, Luke Thomas rejoint l'académie de Leicester City en 2008. Il commence attaquant à ses débuts, ayant comme idole Thierry Henry, mais il est par la suite repositionné arrière gauche à partir des U13. Le 6 avril 2019, il signe son premier contrat professionnel avec les Foxes. 
C'est avec ce club qu'il fait ses débuts en professionnels le 16 juillet 2020, lors d'une rencontre de championnat contre Sheffield United. Il est titulaire et se fait remarquer en délivrant une passe décisive pour Ayoze Pérez sur l'ouverture du score, et son équipe s'impose par deux buts à zéro ce jour-là. Du fait de sa position sur le terrain et de ses qualités, il est comparé à son prédécesseur sur le flanc gauche de la défense des Foxes, Ben Chilwell. Le 25 août 2020, Luke Thomas prolonge son contrat avec Leicester jusqu'en 2024. Luke Thomas découvre la coupe d'Europe avec Leicester, jouant quelques mois plus tard, le 29 octobre 2020, son premier match de Ligue Europa, contre l'AEK Athènes FC. Il est titularisé et son équipe l'emporte par deux buts à un. Le 26 novembre, il inscrit son premier but en professionnel pour la quatrième journée de Ligue Europa 2020-2021 face au SC Braga (match nul 3-3). Le 11 mai 2021, il inscrit son premier but en Premier League et permet aux Foxes d'ouvrir le score face à Manchester United pour la 36e journée (victoire 1-2 de Leicester).
Le 15 mai 2021, il est titulaire pour la finale de FA Cup face à Chelsea à Wembley. Il dispute 82 minutes et délivre la passe décisive sur l'unique but de la rencontre inscrit par Youri Tielemans, qui permet à Leicester de remporter la première Cup de son histoire, après quatre échecs en finale.
Le 31 août 2023, Thomas est prêté pour une saison à Sheffield United. Il est toutefois rappelé de son prêt au mercato hivernal, et prêté dans la foulée le 26 janvier 2024 au Middlesbrough FC jusqu'à la fin de la saison.

### En sélection
Luke Thomas compte quatre sélections avec l'équipe d'Angleterre des moins de 19 ans, toutes obtenues en 2019.
Avec les moins de 20 ans il ne fait qu'une apparition, le 13 octobre 2020 en match amical face au Pays de Galles (victoire 2-0).
Le 7 septembre 2021, Luke Thomas joue son premier match avec l'équipe d'Angleterre espoirs, en étant titularisé contre le Kosovo (victoire 2-0 des Anglais).

## Statistiques
| Saison                | Club                    | Championnat           | Championnat | Championnat | Coupe nationale | Coupe nationale | Coupe de la Ligue | Coupe de la Ligue | Supercoupe | Supercoupe | Compétition(s) continentale(s) | Compétition(s) continentale(s) | Compétition(s) continentale(s) | Total | Total |
| Saison                | Club                    | Division              | M.          | B.          | M.              | B.              | M.                | B.                | M.         | B.         | Comp.                          | M.                             | B.                             | M.    | B.    |
| 2019-2020             | Leicester City          | Premier League        | 3           | 0           | -               | -               | -                 | -                 | -          | -          | -                              | -                              | -                              | 3     | 0     |
| 2020-2021             | Leicester City          | Premier League        | 14          | 1           | 3               | 0               | 1                 | 0                 | -          | -          | C3                             | 7                              | 1                              | 25    | 2     |
| 2021-2022             | Leicester City          | Premier League        | 22          | 0           | 1               | 0               | 3                 | 0                 | 1          | 0          | C3+C4                          | 3+3                            | 0+0                            | 33    | 0     |
| 2022-2023             | Leicester City          | Premier League        | 17          | 0           | 3               | 0               | 4                 | 0                 | -          | -          | -                              | -                              | -                              | 24    | 0     |
| 2024-2025             | Leicester City          | Premier League        | 2           | 0           | -               | -               | 3                 | 0                 | -          | -          | -                              | -                              | -                              | 5     | 0     |
| Sous-total            | Sous-total              | Sous-total            | 58          | 1           | 7               | 0               | 11                | 0                 | 1          | 0          | -                              | 13                             | 1                              | 90    | 2     |
| 2023-2024             | Sheffield United (prêt) | Premier League        | 12          | 0           | 1               | 0               | -                 | -                 | -          | -          | -                              | -                              | -                              | 13    | 0     |
| 2023-2024             | Middlesbrough FC (prêt) | Championship          | 12          | 0           | -               | -               | -                 | -                 | -          | -          | -                              | -                              | -                              | 12    | 0     |
| Sous-total            | Sous-total              | Sous-total            | 24          | 0           | 1               | 0               | -                 | -                 | -          | -          | -                              | -                              | -                              | 25    | 0     |
| Total sur la carrière | Total sur la carrière   | Total sur la carrière | 82          | 1           | 8               | 0               | 11                | 0                 | 1          | 0          | -                              | 13                             | 1                              | 115   | 2     |

## Palmarès

### En club
- Leicester City
  - Vainqueur de la Coupe d'Angleterre en 2021.
  - Vainqueur du Community Shield en 2021.

### En sélection nationale
- Angleterre espoirs
  - Vainqueur du Championnat d'Europe en 2023.